# Chư Ngọc
Chư Ngọc là một xã thuộc huyện Krông Pa, tỉnh Gia Lai, Việt Nam.
Xã Chư Ngọc có diện tích 75,49 km², dân số năm 2000 là 3.771 người, mật độ dân số đạt 50 người/km².